# Eleições autárquicas portuguesas de 1979 no distrito de Viana do Castelo
| Eleições autárquicas portuguesas de 1979 Distritos: Aveiro \| Beja \| Braga \| Bragança \| Castelo Branco \| Coimbra \| Évora \| Faro \| Guarda \| Leiria \| Lisboa \| Portalegre \| Porto \| Santarém \| Setúbal \| Viana do Castelo \| Vila Real \| Viseu \| Açores \| Madeira |

## Resultados por concelho
Os resultados nos concelhos do distrito de Viana do Castelo foram os seguintes:

### Arcos de Valdevez
| Partido                 | Partido                 | Votos  | %               | +/-  | Vereadores | +/-     |
| ----------------------- | ----------------------- | ------ | --------------- | ---- | ---------- | ------- |
|                         | Aliança Democrática     | 8 812  | 64,88 / 100,00  | Novo | 5 / 7      | Novo    |
|                         | Partido Socialista      | 3 641  | 26,81 / 100,00  | 3,09 | 2 / 7      | Estável |
|                         | Aliança Povo Unido      | 624    | 4,59 / 100,00   | 0,28 | 0 / 7      | Estável |
| Votos Inválidos         | Votos Inválidos         | 506    | 3,72 / 100,00   | 3,33 |            |         |
| Total                   | Total                   | 13 583 | 100,00 / 100,00 |      | 7 / 7      |         |
| Eleitorado/Participação | Eleitorado/Participação | 20 834 | 65,20 / 100,00  | 9,69 |            |         |

### Caminha
| Partido                 | Partido                 | Votos  | %               | +/-   | Vereadores | +/-     |
| ----------------------- | ----------------------- | ------ | --------------- | ----- | ---------- | ------- |
|                         | Partido Socialista      | 4 451  | 50,39 / 100,00  | 9,99  | 4 / 7      | 1       |
|                         | Aliança Democrática     | 3 388  | 38,36 / 100,00  | Novo  | 3 / 7      | Novo    |
|                         | Aliança Povo Unido      | 733    | 8,30 / 100,00   | 1,25  | 0 / 7      | Estável |
| Votos Inválidos         | Votos Inválidos         | 261    | 2,96 / 100,00   | 3,14  |            |         |
| Total                   | Total                   | 8 833  | 100,00 / 100,00 |       | 7 / 7      |         |
| Eleitorado/Participação | Eleitorado/Participação | 11 325 | 78,00 / 100,00  | 10,46 |            |         |

### Melgaço
| Partido                 | Partido                 | Votos | %               | +/-   | Vereadores | +/-     |
| ----------------------- | ----------------------- | ----- | --------------- | ----- | ---------- | ------- |
|                         | Aliança Democrática     | 2 984 | 47,69 / 100,00  | Novo  | 3 / 5      | Novo    |
|                         | Partido Socialista      | 2 793 | 44,64 / 100,00  | 8,33  | 2 / 5      | Estável |
|                         | Aliança Povo Unido      | 181   | 2,89 / 100,00   | 0,83  | 0 / 5      | Estável |
| Votos Inválidos         | Votos Inválidos         | 299   | 4,77 / 100,00   | 0,64  |            |         |
| Total                   | Total                   | 6 257 | 100,00 / 100,00 |       | 5 / 5      |         |
| Eleitorado/Participação | Eleitorado/Participação | 9 834 | 63,63 / 100,00  | 13,45 |            |         |

### Monção
| Partido                 | Partido                   | Votos  | %               | +/-   | Vereadores | +/-     |
| ----------------------- | ------------------------- | ------ | --------------- | ----- | ---------- | ------- |
|                         | Centro Democrático Social | 7 539  | 64,03 / 100,00  | 27,51 | 6 / 7      | 3       |
|                         | Partido Socialista        | 2 308  | 19,60 / 100,00  | 11,32 | 1 / 7      | 1       |
|                         | Partido Social Democrata  | 1 045  | 8,88 / 100,00   | 14,25 | 0 / 7      | 2       |
|                         | Aliança Povo Unido        | 447    | 3,80 / 100,00   | 1,06  | 0 / 7      | Estável |
| Votos Inválidos         | Votos Inválidos           | 435    | 3,69 / 100,00   | 0,88  |            |         |
| Total                   | Total                     | 11 774 | 100,00 / 100,00 |       | 7 / 7      |         |
| Eleitorado/Participação | Eleitorado/Participação   | 17 049 | 69,06 / 100,00  | 12,91 |            |         |

### Paredes de Coura
| Partido                 | Partido                 | Votos | %               | +/-   | Vereadores | +/-     |
| ----------------------- | ----------------------- | ----- | --------------- | ----- | ---------- | ------- |
|                         | Partido Socialista      | 2 151 | 42,00 / 100,00  | 6,78  | 3 / 5      | 1       |
|                         | Aliança Democrática     | 2 096 | 40,92 / 100,00  | Novo  | 2 / 5      | Novo    |
|                         | Aliança Povo Unido      | 676   | 13,20 / 100,00  | 5,01  | 0 / 5      | Estável |
| Votos Inválidos         | Votos Inválidos         | 199   | 3,89 / 100,00   | 2,79  |            |         |
| Total                   | Total                   | 5 122 | 100,00 / 100,00 |       | 5 / 5      |         |
| Eleitorado/Participação | Eleitorado/Participação | 7 927 | 64,61 / 100,00  | 19,41 |            |         |

### Ponte da Barca
| Partido                 | Partido                 | Votos | %               | +/-   | Vereadores | +/-     |
| ----------------------- | ----------------------- | ----- | --------------- | ----- | ---------- | ------- |
|                         | Aliança Democrática     | 4 587 | 63,77 / 100,00  | Novo  | 4 / 5      | Novo    |
|                         | Partido Socialista      | 2 200 | 30,59 / 100,00  | 13,94 | 1 / 5      | Estável |
|                         | Aliança Povo Unido      | 193   | 2,68 / 100,00   | 3,73  | 0 / 5      | Estável |
| Votos Inválidos         | Votos Inválidos         | 213   | 2,96 / 100,00   | 3,07  |            |         |
| Total                   | Total                   | 7 193 | 100,00 / 100,00 |       | 5 / 5      |         |
| Eleitorado/Participação | Eleitorado/Participação | 9 315 | 77,22 / 100,00  | 13,43 |            |         |

### Ponte de Lima
| Partido                 | Partido                 | Votos  | %               | +/-  | Vereadores | +/-     |
| ----------------------- | ----------------------- | ------ | --------------- | ---- | ---------- | ------- |
|                         | Aliança Democrática     | 16 896 | 77,32 / 100,00  | Novo | 6 / 7      | Novo    |
|                         | Partido Socialista      | 2 767  | 12,66 / 100,00  | 0,45 | 1 / 7      | Estável |
|                         | Aliança Povo Unido      | 1 524  | 6,97 / 100,00   | 1,07 | 0 / 7      | Estável |
| Votos Inválidos         | Votos Inválidos         | 665    | 3,04 / 100,00   | 1,17 |            |         |
| Total                   | Total                   | 21 852 | 100,00 / 100,00 |      | 7 / 7      |         |
| Eleitorado/Participação | Eleitorado/Participação | 27 254 | 80,18 / 100,00  | 5,76 |            |         |

### Valença
| Partido                 | Partido                 | Votos  | %               | +/-   | Vereadores | +/-     |
| ----------------------- | ----------------------- | ------ | --------------- | ----- | ---------- | ------- |
|                         | Aliança Democrática     | 4 181  | 58,80 / 100,00  | Novo  | 5 / 7      | Novo    |
|                         | Partido Socialista      | 2 278  | 32,04 / 100,00  | 6,52  | 2 / 7      | Estável |
|                         | Aliança Povo Unido      | 429    | 6,03 / 100,00   | 1,04  | 0 / 7      | Estável |
| Votos Inválidos         | Votos Inválidos         | 222    | 3,12 / 100,00   | 1,78  |            |         |
| Total                   | Total                   | 7 110  | 100,00 / 100,00 |       | 7 / 7      | 2       |
| Eleitorado/Participação | Eleitorado/Participação | 10 058 | 70,69 / 100,00  | 12,62 |            |         |

### Viana do Castelo
| Partido                 | Partido                 | Votos  | %               | +/-  | Vereadores | +/-     |
| ----------------------- | ----------------------- | ------ | --------------- | ---- | ---------- | ------- |
|                         | Aliança Democrática     | 22 243 | 53,85 / 100,00  | Novo | 5 / 9      | Novo    |
|                         | Aliança Povo Unido      | 8 892  | 21,53 / 100,00  | 4,29 | 2 / 9      | 1       |
|                         | Partido Socialista      | 8 203  | 19,86 / 100,00  | 1,65 | 2 / 9      | Estável |
|                         | PCTP/MRPP               | 598    | 1,45 / 100,00   | 0,30 | 0 / 9      | Estável |
| Votos Inválidos         | Votos Inválidos         | 1 368  | 3,31 / 100,00   | 3,49 |            |         |
| Total                   | Total                   | 41 304 | 100,00 / 100,00 |      | 9 / 9      | 2       |
| Eleitorado/Participação | Eleitorado/Participação | 52 783 | 78,25 / 100,00  | 8,13 |            |         |

### Vila Nova de Cerveira
| Partido                 | Partido                 | Votos | %               | +/-   | Vereadores | +/-     |
| ----------------------- | ----------------------- | ----- | --------------- | ----- | ---------- | ------- |
|                         | Aliança Democrática     | 3 203 | 67,04 / 100,00  | Novo  | 4 / 5      | Novo    |
|                         | Partido Socialista      | 1 193 | 24,97 / 100,00  | 6,92  | 1 / 5      | 1       |
|                         | Aliança Povo Unido      | 258   | 5,40 / 100,00   | 1,29  | 0 / 5      | Estável |
| Votos Inválidos         | Votos Inválidos         | 124   | 2,59 / 100,00   | 2,65  |            |         |
| Total                   | Total                   | 4 778 | 100,00 / 100,00 |       | 5 / 5      |         |
| Eleitorado/Participação | Eleitorado/Participação | 6 345 | 75,30 / 100,00  | 11,03 |            |         |